# Funktionsbeobachtung
Unter Funktionsbeobachtung wird eine neue sozialwissenschaftliche Methode verstanden, die aus der Beobachterperspektive dritter Ordnung die Selbstbeschreibungen der Funktionssysteme beobachtet.

## Beispiel
Beispielsweise kann die Soziologie als Beobachtung zweiter Ordnung angesehen werden, da sie die Beobachtungen der Gesellschaft verfolgt, systematisiert und beschreibt. Darauf wird die soziologische Beschreibung der Gesellschaft beobachtet, ob zum Beispiel die Differenzierung der modernen Gesellschaft nach Funktionssystemen beschrieben wird. Die Beobachtung der Ergebnisse der Soziologie ist nun die Beobachtung der dritten Ordnung. Die Ergebnisse aus der zweiten Ordnung werden dabei aus der Distanz betrachtet und somit zum Gegenstand der Beobachtung selbst.